# 櫻井トオル
櫻井 トオル（さくらい とおる、1987年11月10日 - ）は、日本の男性声優。兵庫県神戸市出身。賢プロダクション所属。

## 略歴
ビジュアルアーツ大阪声優学科第6期生。遊んでいたゲームがきっかけで吹き替えの仕事に興味を持ったことから、声優を志すことになる。学内オーディションからスクールデュオに進み、賢プロダクション所属となる。
『ポケットモンスター サン&ムーン』では人間のゲスト以外にもポケモンの役も担当していたが、2019年からは死去した石塚運昇の後任として、カキのリザードン役を引き継いだ。

## 人物
特技は関西弁。趣味は料理、ドライブ、ゲーム実況、歌。
好きなことは愛犬を連れてドライブ。好きな食べ物は寿司と酒。
2023年12月31日、声優の熊谷海麗と結婚したことを自身のXアカウントにて発表。

## 出演
太字はメインキャラクター。

### テレビアニメ
2011年
- THE IDOLM@STER（観客B、スタッフ、番組P）
- 青の祓魔師（不良B）
- うさぎドロップ（アシスタントB）
- ダンボール戦機（2011年 - 2013年、オタブラック、西原誠司） - 2シリーズ
- ぬらりひょんの孫 千年魔京（陰陽師、骸輪車、京妖怪）
- 僕は友達が少ない（男C）
- よんでますよ、アザゼルさん。（猫耳男）
- ロウきゅーぶ!（審判）

2012年
- 銀魂'（土方為五郎、取立て）
- クイーンズブレイド リベリオン（男C）
- CØDE:BREAKER（Gファルコン、大助）
- ジョジョの奇妙な冒険（人面犬）
- 絶園のテンペスト（同級生、部下C、男A）
- 男子高校生の日常（茶髪、バイト男）
- はぐれ勇者の鬼畜美学（戦技教官、SP、試験官、生徒）
- ひだまりスケッチ×ハニカム（店員）
- ファイ・ブレイン 神のパズル（SP）
- めだかボックス（男子生徒）
- リトル・チャロ〜東北編〜（セイジ、ポラリス）
- ルパン三世 東方見聞録 〜アナザーページ〜（パイロット）
- ROBOTICS;NOTES（男、ウィザード1）

2013年
- アイカツ!（2013年 - 2015年、まぐろ、出前、記者）
- 石田とあさくら（山田、アイアン山田）
- 義風堂々!! 兼続と慶次（八王子城兵）
- IS 〈インフィニット・ストラトス〉2（強盗）
- 銀の匙 Silver Spoon（2013年 - 2014年、駒場一郎） - 2シリーズ
- 黒魔女さんが通る!!（ロベ・ル・プティ）
- 血液型くん!（料理人、店員、狼）
- THE UNLIMITED 兵部京介（観光客）
- ジュエルペット ハッピネス（男）
- 翠星のガルガンティア（住人）
- たまゆら〜もあぐれっしぶ〜
- ダンボール戦機ウォーズ（白牙ムサシ）
- ちはやふる2（実行委員）
- まおゆう魔王勇者（遠征軍士官A、群衆、鉄国少尉、冬の国兵士）
- 名探偵コナン（2013年 - 2025年、目撃者、門倉伸夫、駅員、悪党、木崎邦和 他）

2014年
- Wake Up, Girls!（客5、ディレクター）
- カリメロ（ピーター）
- ガンダム Gのレコンギスタ（アーボカス）
- 金田一少年の事件簿R（初老の教師）
- シドニアの騎士（実況アナウンサー）
- 東京レイヴンズ（呪捜官）
- となりの関くん（ロボット〈父〉）
- トライブクルクル（2014年 - 2015年、坂上雲之介、警部）
- ドラえもん（テレビ朝日版第2期）（2014年 - 2017年、アナウンサー、不良A、餃子夫、ナレーション、男性2）
- 七つの大罪（騎士B）
- 忍たま乱太郎（ドす部下）
- ハイキュー!!（2014年 - 2020年、花巻貴大、得点係A、森行成、観客） - 3シリーズ
- パックワールド（オグル、補佐官、警備ゴースト、ディング・ア・リング兄弟・黄）
- ヒーローバンク（街の人C）
- ブラック・ブレット（ヤンキーA）
- ブレイドアンドソウル（中年）
- マギ The kingdom of magic（店員B、魔導士C、市民A、ファナリス団員）
- マケン姫っ!通（クマッチ）
- マジンボーン（職員、セミリア、ダークホーク）
- 魔法科高校の劣等生（2014年 - 2024年、工作員、黒服、黒服A、真柴家当主） - 3シリーズ
- 六畳間の侵略者!?（ハヤト）

2015年
- オーバーロード（2015年 - 2022年、店主、衛兵隊長、モックナック、スモールファング族長、ジネディーヌ・デラン・グェルフィ 他） - 3シリーズ
- おそ松さん（2015年 - 2021年、ハタ坊の秘書、手下、審判、内海） - 2シリーズ
- 俺物語!!（工事関係者）
- ゴッドイーター（ロシア支部長）
- コンクリート・レボルティオ〜超人幻想〜（2015年 - 2016年、マスターウルティマ、動物超人） - 2シリーズ
- ジョジョの奇妙な冒険 スターダストクルセイダース（男）
- トリアージX（鎧田）
- ふうせんいぬティニー（パン）
- ブレイブビーツ（ブレイキン）
- ルパン三世（男A）

2016年
- 亜人（荒木、SAT隊長、報道記者、警備員、対亜隊長、増援隊員） - 2シリーズ
- クロムクロ（イムサ）
- ジョーカー・ゲーム（イギリス軍憲兵）
- 刀剣乱舞-花丸-（2016年 - 2018年、同田貫正国、山伏国広、蜻蛉切） - 2シリーズ
- モブサイコ100（2016年 - 2019年、ヒトシ、玉城） - 2シリーズ
- リルリルフェアリル（サボボン、サン、メッシュ〈初代〉）

2017年
- SUPER LOVERS 2（カトリーヌ）
- ポケットモンスター サン&ムーン（2017年 - 2019年、タッパ〈2代目〉、グラジオのタイプ:ヌル→シルヴァディ、ハラのケケンカニ、ククイ博士のガオガエン、カキのリザードン〈2代目〉、カキの祖父〈2代目〉 他）
- 進撃の巨人 Season2（男）
- デュエル・マスターズ（2017年 - 2020年、東大センセー、キラードン 他） - 3シリーズ
- 活撃 刀剣乱舞（蜻蛉切）

2018年
- バジリスク 〜桜花忍法帖〜（水蓮秋月）
- 伊藤潤二『コレクション』（男2、亡霊）
- 銀河英雄伝説 Die Neue These 邂逅（ムーア）
- フルメタル・パニック! Invisible Victory（ダオ）
- アイカツフレンズ!（川野、浜野）
- 異世界魔王と召喚少女の奴隷魔術（グレゴール）
- イナズマイレブン オリオンの刻印（ダスト・ゲイルス）
- からくりサーカス（サプライズ＝ピーシューター）

2019年
- グリムノーツ The Animation（猟師、村の男性B、狼ヴィラン）
- おしりたんてい（モグゾウ）

2020年
- ドロヘドロ（心の父親）
- もっと!まじめにふまじめ かいけつゾロリ（部長）
- 富豪刑事 Balance:UNLIMITED（SPリーダー）
- 天晴爛漫!（ショットガン）
- 100万の命の上に俺は立っている（盗賊）
- 魔女の旅々（門兵A）

2021年
- 究極進化したフルダイブRPGが現実よりもクソゲーだったら（安岡先生）
- SHAMAN KING（李白竜）
- 新幹線変形ロボ シンカリオンZ（ワダツミ）
- のりものまん モービルランドのカークン（ケンケン）

2022年
- ポケットモンスター（ククイ博士のガオガエン）

2023年
- B-PROJECT〜熱烈*ラブコール〜（坪倉）
- MFゴースト（2023年 - 2024年、坂本雄大） - 2シリーズ
- ひろがるスカイ!プリキュア（不良トリ）

2024年
- 百千さん家のあやかし王子（偽父）
- 刀剣乱舞 廻 -虚伝 燃ゆる本能寺-（同田貫正国、山伏国広、蜻蛉切）
- ドラゴンボールDAIMA（ミスター・サタン〈ミニ〉）
- 青のミブロ（京四郎）

2025年
- 魔法使いの約束（ドラモンド）
- 凍牌〜裏レート麻雀闘牌録〜（長谷川）
- シャングリラ・フロンティア（アラバ）
- わたしの幸せな結婚（鷹倉）
- ウィッチウォッチ（山本）
- TO BE HERO X（スタンド）
- ヴィジランテ-僕のヒーローアカデミア ILLEGALS-（鉄）

### 劇場アニメ
2010年代
- 龍 -RYO-（2013年、薩摩藩士）
- サカサマのパテマ（2013年、研究員A）
- THE IDOLM@STER MOVIE 輝きの向こう側へ!（2014年、記者A）
- 映画 プリキュアオールスターズNewStage3 永遠のともだち（2014年、議長）
- Wake Up, Girls! 青春の影（2015年、仙台テレビD）
- 劇場版 黒子のバスケ LAST GAME（2017年、アレン）
- 劇場版ポケットモンスター みんなの物語（2018年、ハンター）
- 劇場版 七つの大罪 天空の囚われ人（2018年、ダハーカ）

2020年代
- Gのレコンギスタ II ベルリ 撃進（2020年、補充兵）
- 劇場版ポケットモンスター ココ（2020年、研究員B）
- シドニアの騎士 あいつむぐほし（2021年、実況アナウンサー）
- 竜とそばかすの姫（2021年）
- 鹿の王 ユナと約束の旅（2022年、マコウカン）
- THE FIRST SLAM DUNK（2022年、潮崎哲士）

### OVA
- ひぐらしのなく頃に煌（2011年、オタクA）
- 黒執事 Book of Murder（2014年、カール・ウッドリー）

### Webアニメ
- アニメで分かる心療内科（2015年、男、ナレーション）
- ニンジャスレイヤー フロムアニメイシヨン（2015年、クラウドバスター[39]）

### ゲーム
2011年
- ダンボール戦機（オタブラック、西原誠司）
- NOISE―voice of snow―（ヴィネ）
- ファイナルファンタジー零式

2012年
- イナズマイレブンGO2 クロノ・ストーン ネップウ/ライメイ（フランス兵B）

2013年
- アルカディアスの戦姫（ルドジフ）
- ガンダムブレイカー（ショップ店長）
- ダンボール戦機ウォーズ（白牙ムサシ）
- DISORDER6（タツ）

2014年
- 俺の屍を越えてゆけ2（八坂牛頭丸、七天斎八起）
- 嫁コレ（駒場一郎）

2015年
- グランブルーファンタジー（2015年 - 2024年、銃工房の親方、ヨコヅナ）
- 喧嘩番長6〜ソウル&ブラッド〜（中山アンディ浩太）
- STELLA GLOW（アーチボルト）
- 刀剣乱舞 ONLINE（2016年 - 2024年、蜻蛉切、同田貫正国、山伏国広）
- Rear pheles -Red of Another-（オオカミ）

2017年
- サイコブレイク2（サイクス）
- ファイアーエムブレム Echoes もうひとりの英雄王（アトラス、ハルク）
- クイズRPG 魔法使いと黒猫のウィズ（ラグール・リオン）
- ARMS（ミサンゴ）
- HITMAN（ショーン・ローズ）
- マインクラフト:ストーリーモード シーズン2（アクセル、ウォーデン 他）

2018年
- 名探偵ピカチュウ（キース・ノーマン）
- ゴッド・オブ・ウォー（バルドル）
- 天涯ニ舞ウ、粋ナ花（弥島恭介）
- フルメタル・パニック！ 戦うフー・デアーズ・ウィンズ（ダオ）
- アサシン クリード オデッセイ（ステントール）

2019年
- ボーダーランズ3（クレイ）
- 魔法使いの約束（ドラモンド）

2021年
- Apex Legends（シア）
- VALORANT（KAY/O）
- サンクタス戦記-GYEE-（隆）
- WAR OF THE VISIONS ファイナルファンタジー ブレイブエクスヴィアス 幻影戦争（ラルドー）

2022年
- 刀剣乱舞無双（蜻蛉切）
- ファイアーエムブレム ヒーローズ（ムワリム、アトラス）

2023年
- ファイアーエムブレム エンゲージ（ブシュロン）
- 東京放課後サモナーズ（ギリメカラ、トゥーアルシェン）
- ファイナルファンタジーXVI（ウェイド）
- Starfield（マッテオ・カトリ）
- Fate/Samurai Remnant（逸れのセイバー / 木曽義仲）
- 帰ってきた 名探偵ピカチュウ（キース・ノーマン）

2024年
- ガールフレンド（仮）（悪MC男）
- ゼルダの伝説 知恵のかりもの

### 吹き替え

#### 映画
2008年
- オーガストウォーズ（リョーハ）

2011年
- スマーフ（準備スマーフ）
- 密告・者

2012年
- 運命の元カレ（ドナルド〈クリス・プラット〉）
- キリング・ショット（デイビッド）
- 親愛なるきみへ
- スティーヴ・オースティン 復讐者（カービー）
- トータル・リコール（レジスタンス1）
- トパーズ （ブレイク）※BD版
- 白夜行 -白い闇の中を歩く-（ソンシク）
- フライトナイト/恐怖の夜（スティーブ）

2013年
- 裏切りの戦場 葬られた誓い（ビアンコーニ検事代理）
- クリスマスの贈り物
- グローリー・ショット 〜栄光への軌跡〜（ジミー）
- ゲットバック（フレッチャー〈マーク・バレー〉）
- サイレントヒル: リベレーション3D
- スマーフ2 アイドル救出大作戦!
- アイ・フランケンシュタイン（バラチェル）
- コンフィデンスマン/ある詐欺師の男（ジェイク）
- 誰よりも狙われた男（メリク・オクタイ〈タメル・イギット〉）
- バーニング・クロス
- パッション（コッチ社長）
- マン・オブ・スティール（男性分析官）
- そんなガキなら捨てちゃえば?（キーヴン）
- バレット・オブ・ラヴ
- フィービー・イン・ワンダーランド（マイルズ医師〈ピーター・ゲレッティ〉）
- +1［プラスワン］
- LOOPER/ルーパー（ジェシー〈ギャレット・ディラハント〉）

2014年
- ウエスト・サイド物語（A・ラブ〈デヴィッド・ウィンタース〉）※WOWOW版追加録音部分
- ホビット 竜に奪われた王国（ガリオン〈クレイグ・ホール〉）
- トランセンデンス（ジョエル・エドモンド〈コリー・ハードリクト〉）
- オール・ユー・ニード・イズ・キル（基地アナウンス男）
- ヘラクレス（ステファノス）
- キングスマン（チャーリー・ヘスケス〈エドワード・ホルクロフト〉）
  - キングスマン:ゴールデン・サークル

- ファントム/開戦前夜（イ・テギュン）
- プリティ・ワン たったひとつの恋とウソ。（ハンター〈スターリング・ボーモン〉）
- マキシマム・ソルジャー（フランソワ〈クリストファー・ヴァン・ヴァレンバーグ〉）

2015年
- エージェント:コール（デイル〈ジャスティン・ネスビット〉）
- コーチ・ラドスール 無敵と呼ばれた男（キャム〈サーダリウス・ブレイン〉）
- ザ・ギャンブラー/熱い賭け（ラマー・アレン）
- ジェームス・ブラウン 最高の魂を持つ男（ナフロイド）
- シェアハウス・ウィズ・ヴァンパイア（スチュー、ピーター）
- 21ジャンプストリート（フアリオ）
- 22ジャンプストリート（ルースター〈ジミー・タトロ〉、モートン・シュミットの代役〈セス・ローゲン〉）
- トカレフ（アントン〈パトリス・コル〉）
- ファンタスティック・フォー（ジョニー・ストーム / ヒューマン・トーチ〈マイケル・B・ジョーダン〉）
- ビースト・オブ・ノー・ネイション
- ビーチ・シャーク（マット〈キャメロン・ラーソン〉）
- フライト・ゲーム（ザック・ホワイト〈ネイト・パーカー〉）
- プロミスト・ランド（ダスティン・ノーブル〈ジョン・クラシンスキー〉）
- マッドマックス/サンダードーム（ブラックフィンガー）※スーパーチャージャー版

2016年
- パージ:アナーキー（GODの男）
- パワー・ゲーム（トム）
- ビューティー・インサイド（キム・ウジン〈パク・ソジュン、イ・ジヌク〉）

2017年
- GODZILLA ゴジラ（モラレス〈ヴィクター・ラサック〉）
- iBOY（ユージーン〈チャーリー・パーマー・ロズウェル〉）
- 赤い薔薇ソースの伝説（ペドロ〈マルコ・レオナルディ〉）　
- アメリカン・ハッスル（ピート・ムセイン〈ジャック・ヒューストン〉）
- 俺たち喧嘩スケーター2: 最後のあがき（ザビエル・ラフラム〈マルク・アンドレ・グロンダン）〉）
- ヘルウィーク（ビッグC〈クリスティアン・ロビンソン〉）
- ホールディング・ザ・マン〜君を胸に抱いて〜（ジョン・カレオ〈クレイグ・ストット〉）
- ポップ・ガン（ロックドッグ〈マーロン・ウェイアンズ〉）※Netflix版
- ラ・ワン（タクシー運転手）

2018年
- アマチュア（ヴィンス〈ブライアン・ホワイト〉）
- デス・レース 2050（チワップ）
- ファーザー・オブ・ザ・イヤー

2019年
- 紅海リゾート -奇跡の救出計画-（サミー・ナヴォン〈アレッサンドロ・ニヴォラ〉）
- ザ・プレデター（コイル〈キーガン＝マイケル・キー〉）
- クローゼットに閉じこめられた僕の奇想天外な旅（アジャ〈ダヌシュ〉）
- セクスタプレッツ ～オレって六つ子だったの?～（アラン・ダニエルズ/ドーン/ラッセル/イーサン/ジャスパー/リネット・スペルマン/ベイビー・ピート〈マーロン・ウェイアンズ〉）
- チキンがおいしいレストラン（ケーピー〈スティーヴン・ビショップ〉）
- ボヘミアン・ラプソディ（フレディ・マーキュリー〈ラミ・マレック〉）

2020年
- ドラッグ・ウォー 毒戦（グオ刑事〈ウォレス・チョン〉）
- ザ・ファイブ・ブラッズ（デヴィッド〈ジョナサン・メイジャーズ〉）

2021年
- シャン・チー/テン・リングスの伝説（ジョン・ジョン〈ロニー・チェン〉）
- 大統領の執事の涙（ルイス・ゲインズ〈デヴィッド・オイェロウォ〉）※ソフト版
- 悩める失恋の処方箋（ジェイソン・キング〈ジェイ・フェイロー〉）
- リトル・シングス（ジム・バクスター〈ラミ・マレック〉）
- レッド・ノーティス
- ローリング・ストーンズ・イン・ギミー・シェルター（ジューンの彼氏）
- ワールド・フォー・スピード（ゲイブ〈ブランドン・フォッブス〉）

2022年
- アテナ（カリム〈サミ・スリマン〉）
- ウェディング・シーズン（ラヴィ〈スラージ・シャルマ〉）
- ソウル・バイブス（ジョン・ウー〈コ・ギョンピョ〉）

2023年
- 彷徨い（マーヴィン〈ジョーデン・マイリー〉）
- チャンピオンズ（ソニー〈マット・クック〉）

2024年
- ワイルド・スピード（エドウィン〈ジャ・ルール〉）※ザ・シネマ版
- アイアンクロー（ケビン・フォン・エリック〈ザック・エフロン〉）
- ビューティフル・ゲーム（ヴィニー〈マイケル・ウォード〉）
- チャレンジャーズ（パトリック・ズワイグ〈ジョシュ・オコナー〉）
- ピアノ・レッスン（ボーイ・ウィリー〈ジョン・デヴィッド・ワシントン〉）
- レベル・リッジ（スティーヴ・ラン巡査〈エモリー・コーエン〉）

2025年
- スター・トレック セクション31（ゼフ〈ロバート・カジンスキー〉）
- ピクチャー・ディス ～運命のデート～（ジェイ〈ルーク・フェザーストーン〉）

#### ドラマ
- イニョン王妃の男（ハンドン）
- 王女ピョンガン 月が浮かぶ川（サ・プンゲ〈キム・ドンヨン〉[80]）
- オー!マイレディ（チェ・テグ）
- 救命医ハンク3 セレブ診療ファイル
- キレイな男（チャン・ドクセン）
- クリミナル・マインド6 FBI行動分析課
- 刑事ルーサー（ジャスティン・リプリー〈ウォーレン・ブラウン〉[81]）
- ゲーム・オブ・スローンズ（ジェンドリー〈ジョー・デンプシー〉、アルトン・ラニスター、アンガイ、グレイ・ワーム、レンリー・バラシオン、ピップ、ケヴァン・ラニスター）
- コウラン伝 始皇帝の母（公孫乾〈ナン・フーロン〉[82]）
- CSI:11 科学捜査班
- シークレット・サークル
- 私立探偵ヴァルグ
- SMASH（サム・ストリックランド〈レスリー・オドム・Jr〉）
- ダ・ヴィンチ・デーモン（ゾロアスター）
- テラノバ/Terra Nova
- PERSON of INTEREST 犯罪予知ユニット（ピーター・コリアー〈レスリー・オドム・Jr〉）
- パワーレンジャーシリーズ
  - パワーレンジャー・S.P.D.（警備ロボ、スレート）
  - パワーレンジャー SAMURAI（マシュー、デスペライノ、ヤミロール、アントブリー、アラクニター、スコルピオニック）
  - パワーレンジャー SUPER SAMURAI（アラクニター、アイスカー、ノア、ドュプリゲイター、ガイガートックス）
- 火の女神ジョンイ（ユ・ウルタム〈イ・ジョンウォン〉）
- ヒューマン・ターゲット（男性客1）
- ファッション王（オッケ）
- ファントム（イ・テギュン）
- 武神（イム・ヨン）
- FRINGE/フリンジ（誘拐犯1）
- ホワイトチャペル3 終わりなき殺意
- ホント無理だから（テリス〈テリス・ブラウン〉）
- LAW & ORDER:Trial by Jury（ランバート）

#### アニメ
- アドベンチャー・タイム
- カーズ2
- ジェシーとネシーのなんでかな?（ネシー）
- ジェネレーター・レックス（操縦士）
- 笑撃のナムチャックス!（ディルウィード）
- スイチュー! フレンズ（ヘッドホン・ジョー、ランディ・ピンチャーソン）
- 小さな青い妖精スマーフ（準備スマーフ）
- タイニー・トゥーンズのハチャメチャ学園（ハムトン・ピッグ[83]）
- ドックはおもちゃドクター（ブロンティ）
- となかいロビー 宇宙人との遭遇（プランサー）
- RWBY（フリント・コール）
- ロード・オブ・ザ・リング/ローハンの戦い（ダンハロー指揮官[84]）

### デジタルコミック
- VOMIC 黒子のバスケ（2010年、笠松幸男）
- 手玉に取りたい黒木屋さん（2020年、先生）

### ナレーション
- ドクター・オズ・ショー
- news every.（日本テレビ）

### ボイスオーバー
- ホオジロザメ、宙を舞う3（CS）
- ローマ沈没船の謎（CS）
- マッコウクジラ対巨大イカ（CS）
- ビスマルク号撃沈（CS）
- 米軍エリートへの道（CS）
- モーガン・フリーマン 時空を超えて（NHK教育）
- 地球ドラマチック「中国 紫禁城の秘密」（NHK教育）

## ディスコグラフィ

### キャラクターソング
| 発売日         | 商品名                            | 歌 | 楽曲                         | 備考                                                |
| -------------- | --------------------------------- | --- | ---------------------------- | --------------------------------------------------- |
| 2016年11月23日 | 刀剣乱舞-花丸- 歌詠集其の四       | 陸奥守吉行（濱健人）、博多藤四郎（大須賀純）、山伏国広（櫻井トオル）、御手杵（浜田賢二）                                                                                                   | 「お気楽珍道中」             | テレビアニメ『刀剣乱舞-花丸-』エンディングテーマ    |
| 2017年8月23日  | 活撃特典音楽集 弐                 | 薬研藤四郎（山下誠一郎）、蜻蛉切（櫻井トオル） | 「灯」                       | テレビアニメ『活撃 刀剣乱舞』関連曲                 |
| 2017年12月6日  | 『刀剣乱舞-花丸-』歌詠全集        | 花丸刀剣男士一同 | 「花丸◎日和！47振りver.」    | 劇場アニメ『刀剣乱舞-花丸- 〜幕間回想録〜』主題歌   |
| 2018年2月7日   | 続『刀剣乱舞-花丸-』歌詠集 其の五 | 大和守安定（市来光弘）、加州清光（増田俊樹）、愛染国俊（山下誠一郎）、同田貫正国（櫻井トオル）、鶴丸国永（斉藤壮馬）、平野藤四郎（浅利遼太）、骨喰藤四郎（鈴木裕斗）、厚藤四郎（山下大輝） | 「花丸印の日のもとで ver.5」 | テレビアニメ『続 刀剣乱舞-花丸-』オープニングテーマ |
| 2018年2月21日  | 続『刀剣乱舞-花丸-』歌詠集 其の七 | 大和守安定（市来光弘）、加州清光（増田俊樹）、大倶利伽羅（古川慎）、三日月宗近（鳥海浩輔）、博多藤四郎（大須賀純）、山伏国広（櫻井トオル）、御手杵（浜田賢二）、江雪左文字（佐藤拓也）     | 「花丸印の日のもとで ver.7」 | テレビアニメ『続 刀剣乱舞-花丸-』オープニングテーマ |
| 2018年2月28日  | 続『刀剣乱舞-花丸-』歌詠集 其の八 | 大和守安定（市来光弘）、加州清光（増田俊樹）、浦島虎徹（福島潤）、一期一振（田丸篤志）、蜻蛉切（櫻井トオル）、日本号（津田健次郎）、小狐丸（近藤隆）、岩融（宮下栄治）                     | 「花丸印の日のもとで ver.8」 | テレビアニメ『続 刀剣乱舞-花丸-』オープニングテーマ |

### シリーズ一覧
1. ↑  第1期（2011年）、第2期『W』（2013年）
2. ↑  第1期（2013年）、第2期（2014年）
3. ↑  第1期（2014年）、第2期『セカンドシーズン』（2016年）、第4期『TO THE TOP』第2クール（2020年）
4. ↑  第1期（2014年）、第2期『来訪者編』（2020年）、第3期（2024年）
5. ↑  第1期（2015年）、第2期『II』（2018年）、第4期『IV』（2022年）
6. ↑  第1期（2015年 - 2016年）、第3期（2021年）
7. ↑  第1期（2015年）、第2期『THE LAST SONG』（2016年）
8. ↑  第1クール（2016年）、第2クール（2016年）
9. ↑  第1期（2016年）、第2期『続 刀剣乱舞-花丸-』（2018年）
10. ↑  第1期（2016年）、第2期『II』（2019年）
11. ↑  第1期（2017年 - 2018年）、第2期『デュエル・マスターズ！』（2018年 - 2019年）、第3期『デュエル・マスターズ!!』（2019年 - 2020年）
12. ↑  1st Season（2023年）、2nd Season（2024年）

### ユニットメンバー
1. ↑  大和守安定（市来光弘）、加州清光（増田俊樹）、へし切長谷部（新垣樽助）、今剣（山下大輝）、前田藤四郎（入江玲於奈）、にっかり青江（間島淳司）、蜂須賀虎徹（興津和幸）、陸奥守吉行（濱健人）、鯰尾藤四郎（斉藤壮馬）、歌仙兼定（石川界人）、宗三左文字（泰勇気）、薬研藤四郎（山下誠一郎）、燭台切光忠（佐藤拓也）、五虎退（粕谷雄太）、山姥切国広（前野智昭）、獅子王（逢坂良太）、石切丸（高橋英則）、秋田藤四郎（山谷祥生）、乱藤四郎（山本和臣）、鳴狐（浅沼晋太郎）、愛染国俊（山下誠一郎）、同田貫正国（櫻井トオル）、鶴丸国永（斉藤壮馬）、平野藤四郎（浅利遼太）、骨喰藤四郎（鈴木裕斗）、厚藤四郎（山下大輝）、小夜左文字（村瀬歩）、鶯丸（柿原徹也）、堀川国広（榎木淳弥）、和泉守兼定（木村良平）、太郎太刀（泰勇気）、二郎太刀（宮下栄治）、大倶利伽羅（古川慎）、三日月宗近（鳥海浩輔）、博多藤四郎（大須賀純）、山伏国広（櫻井トオル）、御手杵（浜田賢二）、江雪左文字（佐藤拓也）、浦島虎徹（福島潤）、一期一振（田丸篤志）、蜻蛉切（櫻井トオル）、日本号（津田健次郎）、小狐丸（近藤隆）、岩融（宮下栄治）、蛍丸（井口祐一）、明石国行（浅利遼太）、長曽祢虎徹（新垣樽助）